# Cho Min-kook
Cho Min-kook (* 5. Juli 1963 in Seoul) ist ein ehemaliger südkoreanischer Fußballspieler und -trainer.

## Karriere

### Spieler

#### Klub
Nach seiner Zeit in der Mannschaft der Korea University wechselte Choi im Jahr 1986 in den Kader von Lucky Goldstar, wo er bis zum Ende seiner Karriere im Jahr 1992 auch verblieb.

#### Nationalmannschaft
Sein erstes bekanntes Spiel für die südkoreanische Nationalmannschaft war 1983 und danach wurde er auch für den Kader der Mannschaft bei der Weltmeisterschaft 1986 nominiert, wo er bei der 1:3-Niederlage gegen Argentinien und beim 1:1 gegen Bulgarien in der Gruppenphase zum Einsatz kam. Nach weiteren Freundschaftsspielen nahm er mit seiner Mannschaft auch noch an der Asienmeisterschaft 1988 teil und bekam im darauffolgenden Jahr dann auch einige Einsätze in der Qualifikation für die Weltmeisterschaft 1990. Nach der erfolgreichen Qualifikation war er auch Teil des Kaders bei der Endrunde und bekam hier noch einmal einen Einsatz bei der 0:2-Niederlage gegen Belgien in der Gruppenphase. Nach dem Turnier absolvierte er noch ein paar Freundschaftsspiele und hatte dann sein letztes Spiel am 27. Juli 1991 bei einem 1:0-Sieg über Japan.
Er war Teil der Mannschaft bei den Olympischen Spielen 1988 in Seoul.

### Trainer
Nach dem Ende seiner Laufbahn als Spieler trainierte er ab 1998 die Mannschaft der Dong-A University und wechselte dann zu seiner ehemaligen Universität, um hier über viele Jahre als Trainer der Universitätsmannschaft zu wirken. Danach wechselte er zur Saison 2009 erstmals als Trainer zu einem Franchise, den Ulsan Dolphin und verblieb hier bis Ende 2013, danach wurde er Trainer bei Ulsan Hyundai und stand somit über den Verlauf der Saison 2014 hier an der Seitenlinie. Zur Spielzeit 2015 kehrte er wieder in die U-League zurück und trainierte hier das Team der Cheongju University. Ab September 2020 wechselte er als Technischer Direktor zu Daejeon Hana Citizen und half hier von September bis November 2020 auch noch einmal als Interimstrainer aus. Seit November 2021 ist er Cheftrainer bei den Ansan Greeners.